# Robert Weigl

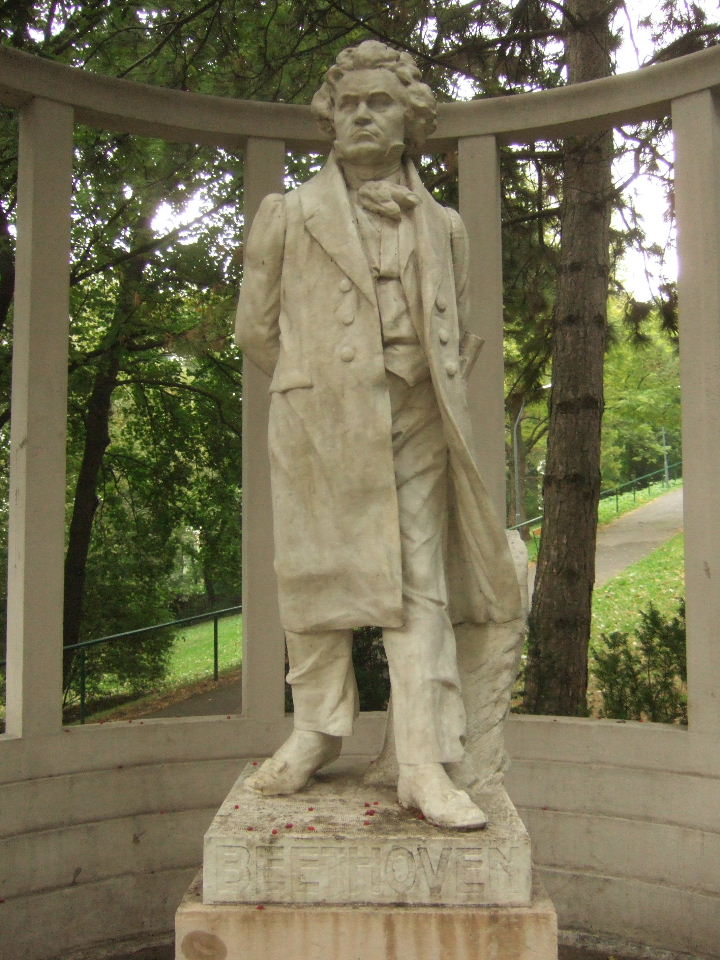
Beethoven-Denkmal im Heiligenstädter Park in Wien von Robert Weigl

Robert Weigl (* 16. Oktober 1851 in Sagor, Krain; † 27. Dezember 1902 in Wien) war ein österreichischer Bildhauer.

## Leben
Ort und Zeit der Geburt von Robert Weigl wird nach der Literatur unterschiedlich angegeben. Sowohl Czeike als auch das Belvedere sprechen vom 16. Oktober 1851, wobei Czeike Sagor in Krain, das Belvedere Wien als Geburtsort angibt. Am Ehrengrab auf dem Wiener Zentralfriedhof ist jedoch die Jahreszahl 1852 zu lesen.
Weigl studierte an der Akademie der bildenden Künste Wien bei Carl Radnitzky, Peter Johann Nepomuk Geiger und Carl Wurzinger. Er war von 1892 bis 1898 Mitglied des Wiener Künstlerhauses.

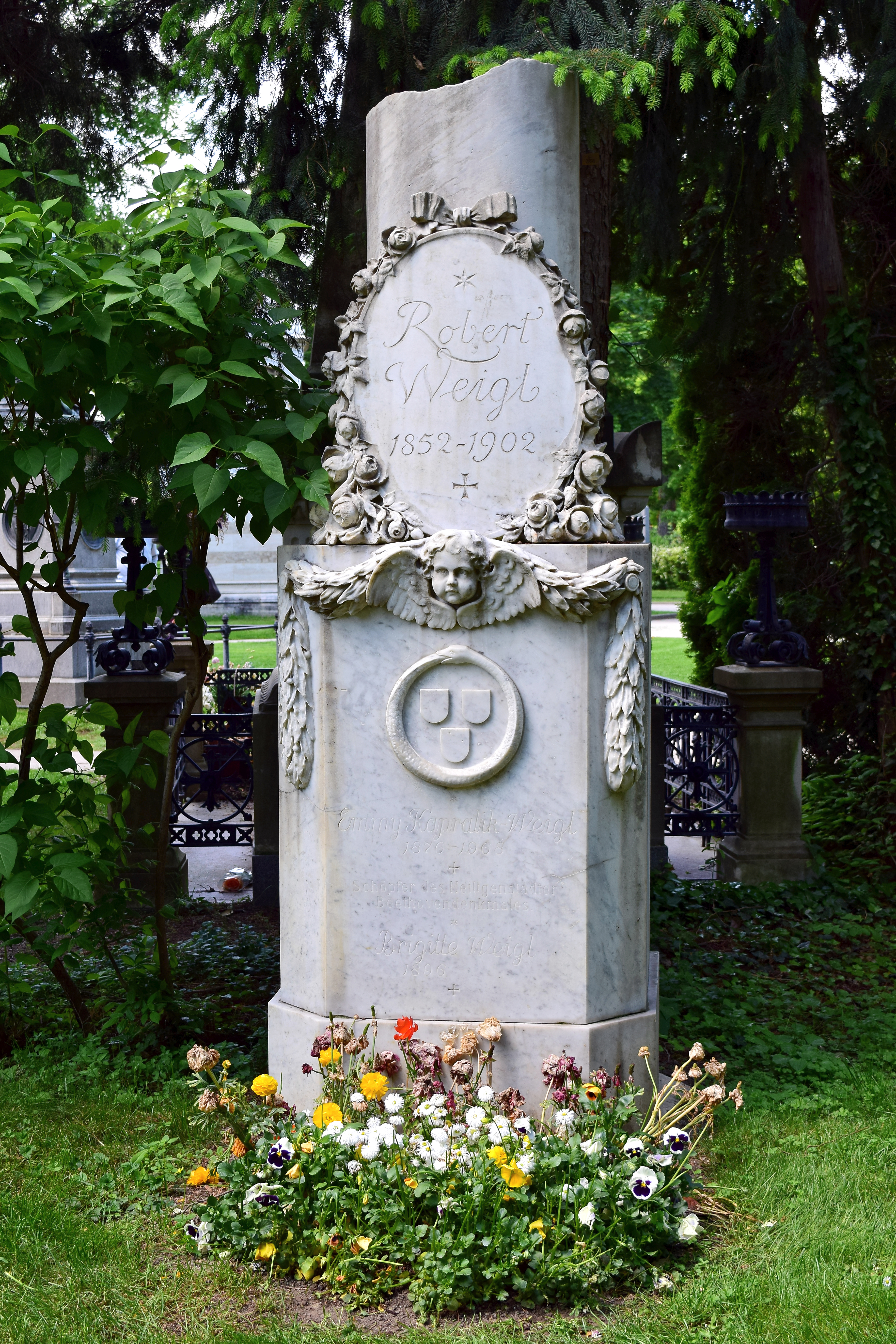
Grab von Robert Weigl am Wiener Zentralfriedhof

Weigl wurde zunächst auf dem Gersthofer Friedhof bestattet, erhielt aber im Februar 1903 ein Ehrengrab auf dem Wiener Zentralfriedhof (Gruppe 32A, Nr. 9) zugesprochen.

## Werke
Robert Weigl schuf neben Plastiken für Denkmäler auch Miniaturplastiken.
- Kosmas Indikopleustes, Statue am Naturhistorischen Museum, Wien
- Beethoven-Denkmal, Heiligenstädter Park, Wien 19
- Ludwig van Beethoven, Statuette, Bronze, 105 cm, Österreichische Galerie Belvedere Inv. Nr. 497, 1899 (sammlung.belvedere.at)
- Marie von Ebner-Eschenbach, Büste, Schloss Zdislawitz, Mähren
- Franz Schubert, Büste und Statuette, Schubert-Museum, Wien